# Palau Bernardo
El Palau Bernardo, també conegut com Palau Giustinian Bernardo, és un palau de Venècia, situat al barri de San Polo, no gaire lluny del Campo San Polo, i amb vistes al Gran Canal, que fa cantonada amb el Rio de la Madoneta, entre el Palau Querini Dubois i la Casa Sicher, prop del Palau Donà a Sant'Aponal.

## Història
Va ser construït per la família Bernardo a la primera meitat del segle XV en l'estil gòtic tardà típicament venecià, que va prendre com a model l'ampliació del Palau Ducal iniciada el 1422.
El palau s'havia d'acabar el 1442, quan la República hi va allotjar el duc de Milà Francesco Sforza i la seva esposa Bianca Maria Visconti.
Després de pertànyer durant molt de temps a la família Bernardo, el palau va ser venut el 14 d'abril de 1651 a Bortolo Bellotto, un comerciant que havia fet fortuna venent pells. Unes dècades més tard, el 1694, el va revendre a Pietro i Simone Bernardo, comerciants de pintura i "cittadini originari" de la Serenissima (un títol honorífic no noble atribuït a les famílies de la Serenissima). La família Bernardo va adquirir el títol de comte el 1780, gràcies a Alessandro Bernardo.
Posteriorment, el palau va canviar de mans diverses vegades, fins que el 1882 va passar a ser propietat de Pietro Naratovich, un conegut editor de l'època, que hi va instal·lar les premses de la seva impremta. Va ser l'inici de la decadència del palau: més tard, de fet, va ser dividit en diverses propietats i va patir greus danys. Actualment, el palau s'utilitza en part com a edifici universitari i en part és propietat de la noble família Azzoni Avogadro.

## Descripció

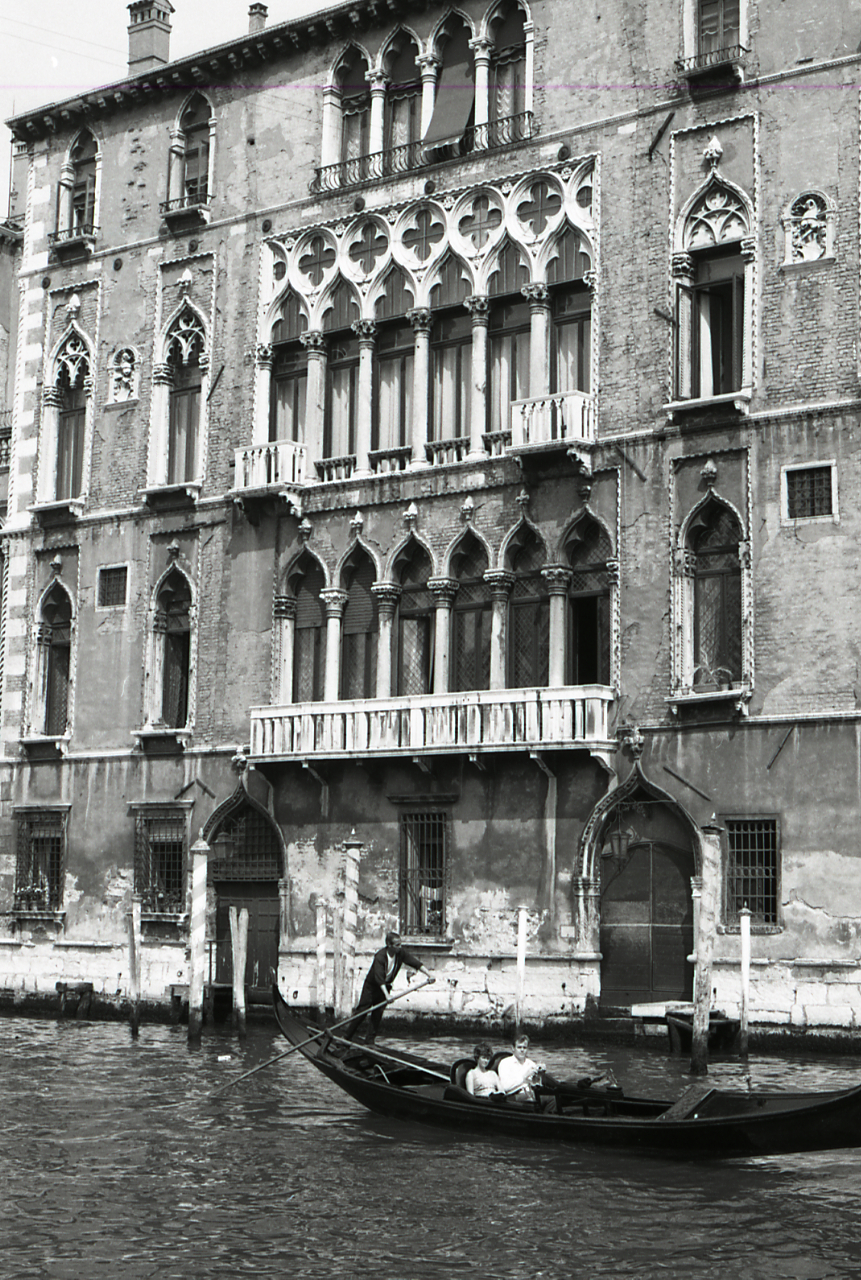
Detall de la façana del Gran Canal. Fotografia de Paolo Monti, 1968

La façana del Gran Canal està evidentment dividida en tres parts: tancada entre marcs de cantonada de pedra d'Ístria, destaca sobretot per la presència de dues finestres de sis llums molt elegants al primer i segon pis i per la finestra de quatre llums més petita del pis superior.
Tots els nivells decoratius estan marcats per elegants fileres. Els aspectes més curiosos de la façana són la presència de dos portals d'aigua (cosa que suggereix que el palau va ser utilitzat per dues famílies) i la desalineació de la finestra inferior de sis llums, que sembla estar subordinada a la del segon pis.